# 敏珠尔·洛桑欧昂成列尼玛
敏珠尔·洛桑欧昂成列尼玛（1939年—1962年）藏族，青海省大河坝（今海南藏族自治州兴海县河卡镇）阿曲部落人，第八世（不计追认）敏珠尔活佛。

## 生平
1939年5月，他在阿曲部落千户香木家转生。民国三十四年（1945年）9月20日，被迎请至广惠寺坐床，成为第八世敏珠尔活佛。他曾先后在广惠寺以及兴海县赛宗寺学习经文。1958年宗教制度改革时，他被以反革命罪错误逮捕入狱。1962年，他在西宁南滩劳改园艺场病逝，享年23岁。1981年7月，他的冤案获得平反。